# فرماندار کل جامائیکا
فرماندار کل جامائیکا (انگلیسی: Governor-General of Jamaica) نماینده ملکه جامائیکا، الیزابت دوم، در آن کشور است. ملکه که به‌طور دائم در بریتانیا ساکن است، مطابق پیشنهاد نخست‌وزیر جامائیکا برای خودش نماینده‌ای تحت عنوان فرماندار کل انتخاب می‌کند. هم ملکه و هم فرماندار کل از قدرت اجرایی برخوردار هستند اما معمولاً از آن استفاده نمی‌کنند.